# 주가 (전한)
주가(周苛, ? ~ 기원전 204년? 203년?)는 전한의 인물로, 어사대부를 지냈다.

## 생애
원래는 종제 주창과 함께 진나라의 사수군의 졸사를 지냈다. 유방이 패현에서 봉기하고 사수수를 무찌르면서 주창과 함께 유방을 섬겼으며 빈객의 대우를 받았다. 기원전 206년, 유방이 한왕에 봉해지면서 어사대부가 되었다.
한왕 3년(기원전 204년), 서초패왕 항우와 형양에서 싸우던 한왕이 형양에서 포위돼 곤경에 처하자, 7월에 한왕이 형양을 빠져나오면서 위표, 종공과 함께 형양 수비를 맡았다. 위표가 서위나라의 왕일 때 한나라를 배반하고 초나라 편으로 갈아탄 적이 있으므로, 이런 사람과는 같이 성을 지킬 수 없다 해 종공과 공모해 위표를 죽였다. 그러나 결국 형양이 항우에게 함락되자, 항우가 상장군과 3만 호를 주겠다고 회유했으나, 도리어 항우를 매도해 항우에게 삶겨서 죽었다. 주창이 후임 어사대부가 됐고, 후에 아들 주성은 아버지의 순국으로 인해 고경후에 봉해졌다.

## 가계

### 관련 인물
주창